# Бабук
Бабук (болг. Бабук) — село в Болгарии. Находится в Силистренской области, входит в общину Силистра. Население составляет 545 человек.

## Политическая ситуация
В местном кметстве Бабук, в состав которого входит Бабук, должность кмета (старосты) исполняет Костадин Димитров Иванов (независимый) по результатам выборов.
Кмет (мэр) общины Силистра — Иво Кирилов Андонов (инициативный комитет) по результатам выборов.